# Antonietta Bello
Antonietta Bello (Gemona del Friuli, 28 giugno 1985) è un'attrice italiana.

## Biografia
Nata in Friuli-Venezia Giulia, ha preso il diploma in Restauro e catalogazione all'istituto d'Arte "G.Sello" di Udine.
Ha seguito il corso di studi arti visive e spettacolo all'Università Iuav di Venezia. Si è formata artisticamente presso il Teatro Stabile di Genova. In seguito ha frequentato la Masterclass di alta formazione e perfezionamento per attori professionisti del Teatro di Roma.
Nel 2022 ha fatto coming out rivelando di essere lesbica, nonostante in precedenza fosse stata sentimentalmente legata all'attore Lino Guanciale. 

## Filmografia

### Cinema
- Il volto di un'altra, regia di Pappi Corsicato (2011)
- La buca, regia di Daniele Ciprì (2014)
- The Space Between, regia di Ruth Borgobello (2015)
- Lovers - Piccolo film sull'amore, regia di Matteo Vicino (2017)

### Televisione
- Che Dio ci aiuti 2x07 (2013)
- Don Matteo 9x9 (2014)
- Un medico in famiglia (2014)
- Un passo dal cielo (2015)
- Braccialetti rossi (2016)
- Hidden (webserie) (2016)
- Le tre rose di Eva - (2017)
- Anacrohisme - webserie (2017)

### Cortometraggi
- Aprile, regia di Gaetano D’Aquila (2011)[3]
- Altre, regia di Eugenio Villani (2016)[3]

### Videoclip
- Sunny Lovers, diretto da Lorenzo Vignolo (2011)[3]
- Penny Lovers, diretto da Lorenzo Vignolo (2016)[3]

### Spot
- 8gallery, di Matteo Di Maria (2009)[3]
- Do the light thing_Diesel, diretto da Matteo Zingirian (2010)[3]
- campagna Sara Assicurazioni, regia Dos Ex Maquina (2013)[3]

## Teatrografia
- Virus Pestis, diretto da Gabris Ferrari (2005-2006)
- Fortuna e sfortuna del nome di Pedro Calderón de la Barca diretto da Annalaura Messeri (2009)
- Tre sorelle in prova di Čechov, diretto da Massimo Mesciulam (2010)
- Le diable en partage di F. Melquiot, diretto da Filippo Dini (2010)
- Musical_Aneddoti e canzoni a Villa Bombrini, diretto da Kiara Pipino (2010)
- Misura per misura di Shakespeare, diretto da Marco Sciaccaluga (2010-2011)
- Riccardo III o Il dramma di un amore mancato, di Mario Jorio (2011)
- Persone predilette di Laura de Weck diretto da Mario Jorio (2011)
- Ve lo faccio vedere io ora il teatro...!, regia di Claudio Longhi (2012-2014)
- Amando fino alla fine, a cura di Emanuela Giordano (2012)
- Le voci intorno di Maria Pia Ammirati a cura di Andrea Di Consoli, con Antonio Petrocelli (2012)
- Il lancio del nano di Armando Massarenti, con Lino Guanciale (2012)
- Ciclo di letture “Ricucire la vita” e “L'amore graffia il mondo”a cura di Ugo Riccarelli (2012)
- Ai poeti non si spara di Luigi Malerba, Mise en space, con Roberto Herlitzka, a cura di Luca Archibugi (2013)
- ..il cielo stellato sopra di me.. Recital a cura di, e con Antonietta Bello e Lino Guanciale (2013)
- “Una sera con Ugo”, recital a cura di e con Antonietta Bello e Lino Guanciale (2013)
- recital, premiazione “Borsa di studio Mario Amato – Vittorio Occorsio”, progetto “La Repubblica siamo noi” (2014)
- La contro-società degli onesti di Italo Calvino, recital con Marco Turrizziani e Davide Cecilia, progetto “Piccolo Atlante della corruzione” (2014)
- L'amore rubato di Dacia Maraini e altri racconti, recital, Università di TorVergata (2014)
- Essere Elettra – omaggio a un'eroina greca tratto dalla tragedia di Sofocle, regia di Giulia Randazzo (2014)
- Maria Stuarda – Di giochi feroci e di corone violate estratto da Maria Stuarda di Dacia Maraini (2014)
- Piccione italico di Ugo Riccarelli, reading, Centro Prometeo di Orvieto (2014)
- Se li conosci, li eviti!, Musei Capitolini, mostra sul “L'Età dell'Angoscia” (2015)
- L'esposizione universale di Squarzina, regia di Piero Maccarinelli (2015)
- La Peste di Camus, regia di Stefano Scialanga (2015)
- Ciclo di letture, Rassegna della premiazione Cendic Segesta (2016)
- Michelangelo – vita, regia di Giacomo Andrico, con Antonio Piovanelli (2016)
- Cymbeline di William Shakespeare, regia di Gianluigi Fogacci (2016)
- Bibliobabele, progetto “L'Europa ama il classico, Biblioteca Europea”, regia di Lisa Fernazzo Natoli, Tania Garribba, Alice Palazzi, Maddalena Parise (2016)
- C'erano un italiano, un tedesco e… una capra!, mostra “Campidoglio. Mito, memoria, archeologia.”, Musei Capitolini (2016)
- IF*003 Invasioni dal futuro, regia di Lisa Fernazzo Natoli (2016)
- Chi è morto alzi la mano, regia di Lisa Fernazzo Natoli e Lacasadargilla (2016)
- Orazi e Curiazi di Brecht, produzione Teatro di Roma e Zétema (2017)
- Le notti bianche di Dostoevskij, regia di Valentina Ciaccia (2017)
- Mercati invisibili, produzione Teatro di Roma e Zétema (2017)
- Primavera brilla nell'aria, produzione Teatro di Roma e Zetema (2017)
- Centrale in atto, produzione Teatro di Roma e Zétema (2017)
- Ritratto di una nazione, regia di Fabrizio Arcuri (2017)
- I due gentiluomini di Verona di Shakespeare, regia di Giorgio Sangati (2017)
- How long is now?, scritto e diretto da Roberto Scarpetti (2017)
- Reading Convegno Europeo di Matematica e arte, per Dipartimento di Matematica Università La Sapienza (2018)
- Femminismo 2.0, istruzioni per l'uso del nuovo femminismo unisex targato anni 2000, Festival Il cappello per le donne – Casa delle Donne della Marsica (2018)
- Viaggio al centro del teatro, di e diretto da Roberto Scarpetti (2018)
- Pescatori di lettere collaborazione con il Carcere di Rebibbia (2019)
- Zio Vanja di Čechov, diretto da Alex Rigola, Teatro Stabile del Veneto (2019)
- 1984 di George Orwell, regia di Matthew Lenton, con Luca Carboni, ERT (2019)

- Il nemico siamo noi – Lezione di storia in musica Regia di Antonietta Bello, con Amedeo Feniello e Alessandro Vanoli, musiche di Carlo Mascilli Migliorni, Editori Laterza (2020)

- Il ritorno di Cristoforo Colombo (2020)

## Riconoscimenti
- 2014: Menzione speciale come migliore attrice protagonista per l'intensità dell'interpretazione. Festival del Teatro antico di Tindari, Premio Parodos
- 2015: Premio “Totò d'oro” attrice emergente per l'eccellenza artistica, Social World Film Festival, V edizione della Mostra Internazionale del Cinema Sociale
- 2015: “Oscar dei giovani”, attrice emergente. 45ª Giornata d'Europa
- 2017: Premio Eccellenza artistica per la fiction Braccialetti rossi, Social World Film Festival, VII edizione della Mostra Internazionale del Cinema Sociale
- 2017: Best actress in a Horror per Altre (Others like you) – The Actors Awards Los Angeles
- 2018: Menzione speciale Best Cast per Lovers al Caorle Film Festival
- 2018: Nomination Best Female Actor al Philadelphia Independent Film Awards